# Летский район
Летский райо́н — район, существовавший в составе Северного края и Коми АССР СССР.
Летский район с центром в селе Летка был образован в автономной области коми (зырян) Северного края 10 февраля 1935 года путём выделения из состава Прилузского района. Район располагался в бассейне реки Летка, от которой и получил своё название. В состав Летского района вошли Летский, Верхолузский, Прокопьевский, Слудский, Мутницкий и Ловлинский сельсоветы.
После принятия 5 декабря 1936 года VIII чрезвычайным съездом Советов СССР Конституции СССР, в соответствии со статьёй 22 Конституции Северный край был упразднён, а Летский район вошёл в состав Коми АССР.
В 1940 году в Летском районе Коми АССР был создан спецпосёлок Верхняя Глушица для размещения польских граждан, депортированных с территории Западной Украины, в основном из Дрогобычской области («осадников»).
В 1963 году, во время всесоюзной реформы по делению на сельские и промышленные районы и парторганизации, в соответствии с решениями ноябрьского (1962 года) пленума ЦК КПСС «о перестройке партийного руководства народным хозяйством», Прилузский и Летский районы были объединены в Прилузский сельский район.